# Willie Cauley-Stein
Willie Trill Cauley-Stein, nascido Willie Durmond Cauley, Jr. (Spearville, 18 de agosto de 1993), é um basquetebolista profissional americano que atualmente joga pelo Houston Rockets disputando a National Basketball Association (NBA). Tem 2,13 m de altura e atua como pivô.
Cauley-Stein disputou três temporadas de basquete universitário pelos Wildcats da Universidade de Kentucky. Foi selecionado na escolha de número 6 da primeira rodada do draft da NBA em 2015 pelo Sacramento Kings e nomeado para o NBA All-Rookie Team em 2016.
O pivô passou 4 temporadas no time que o escolheu no draft, mantendo médias de 9,9 pontos e 6,3 rebotes por jogo. 
Na temporada 2019-2020 jogou pelos times do Golden State Warriors e do Dallas Mavericks, onde continuou até a temporada 2021-2022. O jogador atuou também pelo Philadelphia 76ers na temporada 2021-2022. Nesse período manteve médias de 4,0 pontos e 3,7 rebotes por jogo.

## Prêmios e Homenagens
- NBA All-Rookie Team:
  - segundo time: 2016